# Promised Land (Karolina Południowa)
Promised Land – jednostka osadnicza w Stanach Zjednoczonych, w stanie Karolina Południowa, w hrabstwie Greenwood.